# Campeonato Birmanês de Futebol
O Campeonato Birmanês de Futebol ou Myanmar National League é a principal competição de futebol de Myamar. É organizado pela Federação Nacional de Futebol e além do título de campeão nacional do ano o clube vencedor conquista o direito de representar o país na Liga dos Campeões da AFC .

## Equipes
- Yadanarbon
- Ayeyawady United
- KBZ
- Yangon United
- Nay Pyi Taw
- Zeyar Shwe Myay
- Manaw Myay
- Magwe
- Hantharwady United
- Southern Myanmar
- Rakhapura United
- Zwekapin United
- Mawyawadi
- Chin United

## Campeões
| #  | Ano  | Campeão        | Vice               |
| -- | ---- | -------------- | ------------------ |
| 1  | 2009 | Yadanarbon     | ?                  |
| 2  | 2009 | Yadanarbon     | Ayeyawady United   |
| 3  | 2010 | Yadanarbon     | Zeyar Shwe Myay    |
| 4  | 2011 | Yangon United  | Ayeyawady United   |
| 5  | 2012 | Yangon United  | Kanbawza FC        |
| 6  | 2013 | Yangon United  | Nay Pyi Taw        |
| 7  | 2014 | Yadanarbon     | Yangon United      |
| 8  | 2015 | Yangon United  | Yadanarbon         |
| 9  | 2016 | Yadanarbon     | Yangon United      |
| 10 | 2017 | Shan United FC | Yangon United      |
| 11 | 2018 | Yangon United  | Shan United FC     |
| 12 | 2019 | Shan United FC | Ayeyawady United   |
| 13 | 2020 | Shan United FC | Hanthawaddy United |

## Artilheiros por temporada
| Ano     | País     | Jogador                | Clube              | Gols |
| ------- | -------- | ---------------------- | ------------------ | ---- |
| 2009    | Myanmar  | Yan Paing              | Yadanarbon         | 8    |
| 2009-10 | Myanmar  | Soe Min Oo             | Kanbawza           | 12   |
| 2010    | Camarões | Jean-Roger Lappé-Lappé | Hantharwady United | 20   |
| 2011    | Nigéria  | Charles Obi            | Yangon United      | 18   |
| 2012    | Sérvia   | Saša Ranković          | Zeya Shwe Myay     | 20   |
| 2013    | Brasil   | César Augusto          | Yangon United      | 20   |
| 2014    | Brasil   | César Augusto          | Yangon United      | 26   |
| 2015    | Brasil   | César Augusto          | Yangon United      | 28   |